# Stefano Ittar

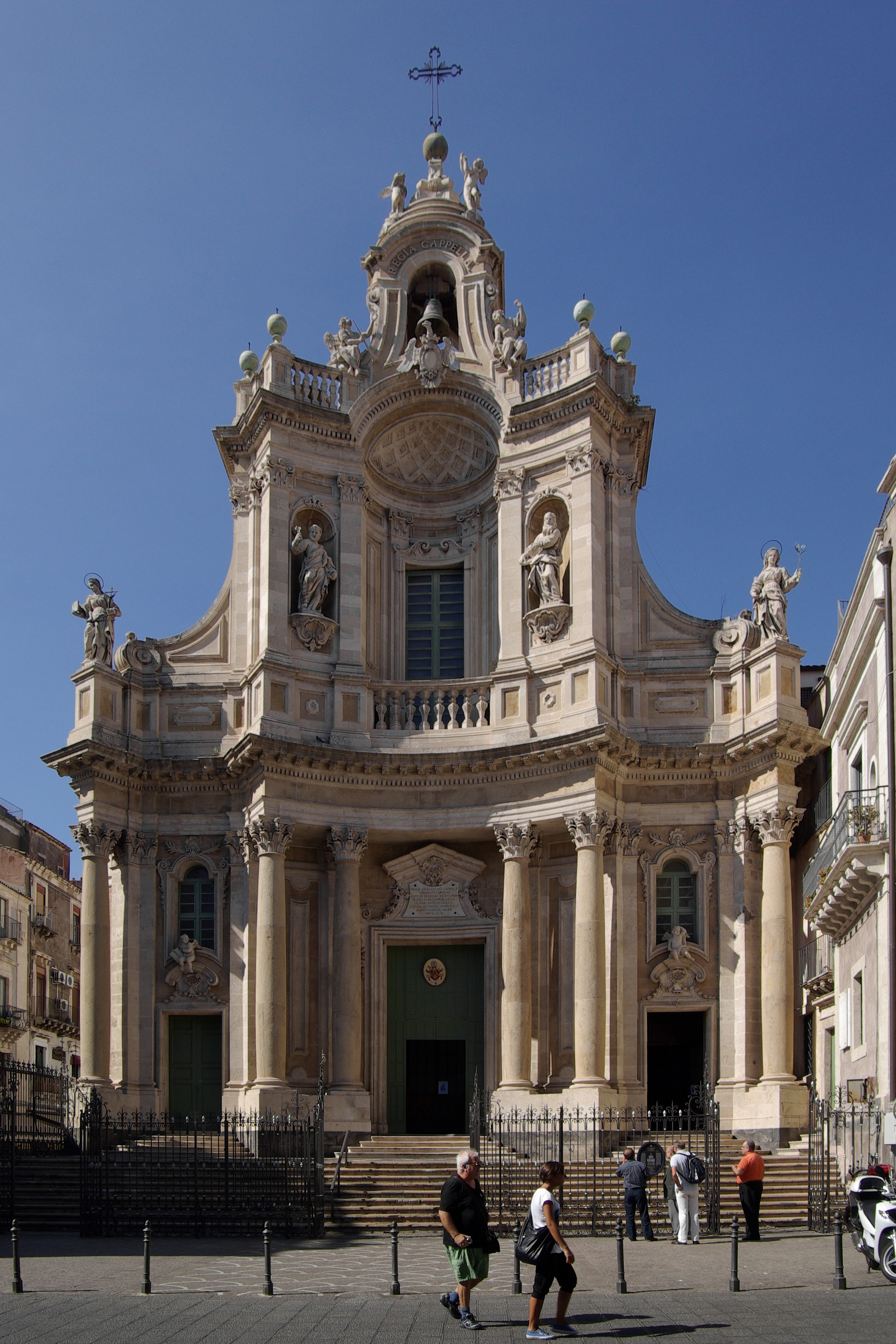
Barroco siciliano. Igreja da "Collegiata" a Catania desenhada por Stefano Ittar aprox. 1768.

Stefano Ittar (Ovruch, 1724 - La Valletta, 1790) foi um arquitecto italiano nascido circunstancialmente na Polónia onde o seu pai, membro de uma família aristocrática italiana, o Guidone d'Hittar, foi exilado devido a um desentendimento com o Grão-Duque da Toscânia.
Quando Ittar ainda era jovem, a sua família mudou-se para Roma onde mais tarde sob o patrocínio do cardeal Alessandro Albani, estudou arquitetura num período influído pelos conceitos de Francesco Borromini.
Depois de uma curta estadia em Espanha, estabeleceu-se a Catânia em 1765. A cidade tinha passado por uma grande reconstrução depois do forte terramoto de 1693, principalmente graças ao esforço do arquiteto Giovanni Battista Vaccarini, quem tinha reconstruído em estilo barroco, muitas zonas da cidade, incluindo a área da catedral.
Nesta época Ittar conheceu Ignazio Paternó, Príncipe de Biscari, que se estava virado para a reconstrução do seu palazzo. O príncipe, um dos mais ricos e cultos da aristocracia siciliana, converteu-se no seu mecenas (patrono) por muitos anos. Pouco depois Ittar casou-se com Rosaria Battaglia, filha do arquiteto Francesco Battaglia, desenhador do Palazzo Biscari, com quem teve nove filhos.